# Perdita aculeata
Perdita aculeata är en biart som beskrevs av Timberlake 1968. Perdita aculeata ingår i släktet Perdita och familjen grävbin. Inga underarter finns listade i Catalogue of Life.